# (1124) Stroobantia
(1124) Stroobantia ist ein Asteroid des Hauptgürtels, der am 6. Oktober 1928 vom belgischen Astronomen Eugène Joseph Delporte in Ukkel entdeckt wurde. 
Der Asteroid ist nach dem belgischen Astronomen Paul Henri Stroobant benannt.